# Mojżesz bar Kefa
Mojżesz bar Kefa (ur. ok. 813 w Balad, zm. 903) – pisarz i jeden z najbardziej znanych biskupów Syryjskiego Kościoła Ortodoksyjnego w IX wieku, autor komentarzy do Starego i Nowego Testamentu.
Jest pierwszym autorem, który posłużył się nazwą Peszitta w odniesieniu do przekładu Biblii na język syryjski powszechnie używanego w jego czasach. Odróżniał Peszittę od Syroheksapli.